# Atrachea ochrotica
Atrachea ochrotica är en fjärilsart som beskrevs av George Francis Hampson 1910. Atrachea ochrotica ingår i släktet Atrachea och familjen nattflyn. Inga underarter finns listade i Catalogue of Life.